# American Zoetrope
Амерички Зоотроп (енгл. American Zoetrope), је америчка филмска продуцентска кућа базирана у Сан Франциску.
Оснивачи компаније су амерички редитељи Франсис Форд Копола и Џорџ Лукас. Током 50 година постојања компанија је продуцирала велики број филмова, који су освојили 15 Оскара и додатних 68 номинација. Аутори који су режирали филмове у продукцији Америчког Зоотропа су, поред Лукаса и Кополе и редитељи као што су Акира Куросаве, Жан-Лик Годар и Вим Вендерс.
Компанију данас воде Франсис Форд Копола и његов син Роман Копола.
У приземљу седишта Америчког Зоотропа налази се италијанска кафетерија истог назива, такође у власништву породице Копола.

## Одабрана филмографија[3]
| Датум | Наслов                          | Редитељ             |
| ----- | ------------------------------- | ------------------- |
| 2006. | Марија Антоанета                | Софија Копола       |
| 2006. | Добри пастир                    | Роберт де Ниро      |
| 2003. | Изгубљени у преводу             | Софија Копола       |
| 2001. | CQ                              | Роман Копола        |
| 1999. | Смрт недужних                   | Софија Копола       |
| 1999. | Успавана долина                 | Тим Бартон          |
| 1997. | Одисеја                         | Андреј Кончаловски  |
| 1990. | Кум 3                           | Франсис Форд Копола |
| 1985. | Мишима: Живот у четири поглавља | Пол Шрејдер         |
| 1984. | Клуб бандита                    | Франсис Форд Копола |
| 1983. | Улична школа                    | Франсис Форд Копола |
| 1982. | Хамет                           | Вим Вендерс         |
| 1982. | Страст                          | Жан-Лик Годар       |
| 1980. | Кагемуша                        | Акира Куросава      |
| 1979. | Црни пастув                     | Керол Балард        |
| 1979. | Апокалипса данас                | Франсис Форд Копола |
| 1974. | Прислушкивање                   | Франсис Форд Копола |
| 1974. | Кум 2                           | Франсис Форд Копола |
| 1972. | Кум                             | Франсис Форд Копола |
| 1973. | Амерички графити                | Џорџ Лукас          |
| 1971. | THX 1138                        | Џорџ Лукас          |
| 1969. | Кишни људи                      | Франсис Форд Копола |